# Marceli Wajsbard
Marceli Wajsbard (ur. 16 czerwca 1919 w Dąbrowie Tarnowskiej, zm. 27 sierpnia 2005 tamże) – polski adwokat i działacz społeczny żydowskiego pochodzenia.

## Życiorys
Urodził się w Dąbrowie Tarnowskiej w żydowskiej rodzinie pochodzącej z okolic Halicza. Jego rodzicami byli dr Jakub Weissbard (zm. 1962), adwokat, który na początku XX wieku osiadł w Dąbrowie i Fryderyka z domu Chill (1892–1969), córka Józefa Chilla, który miał posiadłości w Świebodzinie i był dyrektorem dąbrowskiej Kasy Oszczędności. Jego wuj, Jakub Chill, był wieloletnim wiceburmistrzem Dąbrowy, inicjatorem m.in. budowy gimnazjum, plant i pomnika w parku.
W rodzinnym mieście ukończył szkołę powszechną i gimnazjum. Po maturze w 1937 podjął studia na Uniwersytecie Jagiellońskim, których nie ukończył z powodu wybuchu II wojny światowej. W 1939 dostał się do niewoli niemieckiej w Jarosławiu, ale zbiegł z transportu i przedostał się do Lwowa, gdzie przebywali już jego rodzice. Tam pracował w konspiracji jako łącznik. Często podróżował w głąb Związku Radzieckiego. 16 czerwca 1940 został aresztowany w Brzeżanach przez NKWD za działalność konspiracyjną. Został skazany na 20 lat więzienia i zsyłkę za Ural do łagru. Pracował m.in. jako drwal w tajdze oraz przebywał w obozach w Kazachstanie. W 1941 roku chciał się zgłosić do organizowanej przez generała Władysława Andersa armii, jednak NKWD uniemożliwiło mu to. 
W 1946 dzięki amnestii został zwolniony z obozu i wrócił do Dąbrowy. W tym czasie z Uzbekistanu powrócili także jego rodzice. Z jego licznej rodziny hitlerowcy wymordowali aż 15 osób. Kilku krewnych przeżyło wojnę i odnalazło się w Wiedniu. Następnie kontynuował przerwane studia na Wydziale Prawa i Administracji Uniwersytetu Jagiellońskiego. Po ich ukończeniu zaczął pracować jako aplikant adwokacki w rodzinnym mieście. Udzielał się społecznie m.in. przy zakładaniu Spółdzielni Zdrowia oraz uczestniczył w rozbudowie spółdzielczości rolniczej. Podczas obchodów 300-lecia Dąbrowy Tarnowskiej w 1993 był zastępcą przewodniczącego Społecznego Komitetu Obchodów. Do końca życia pracował w zawodzie adwokata.
Został pochowany 30 sierpnia obok grobów rodziców na cmentarzu żydowskim przy ulicy Berka Joselewicza. Miał żonę Emilię oraz dwie córki: Fryderykę oraz Sylwię.